# أندريس خوسيه غونزاليس
أندريس خوسيه غونزاليس (بالإسبانية: Andrés José González)‏ هو سباح أرجنتيني، ولد في 25 مارس 1989 في سان فرانسيسكو، قرطبة في الأرجنتين.